# 미래과학자거리
미래과학자거리(未來科學者거리, 영어: Mirae Scientists Street)는 조선민주주의인민공화국 직원들의 기술의 김책공업종합대학의 과학 기관을 수용하는 평양에서 새로 개발된 지역이다. 6차선 거리가 사이에 평양역과 대동강에 위치하고 있다. 그리고 아파트가 지어져 있다. 이 지역은 공식적으로 2015년 11월 3일에 개장했다.
2010년 이후에 개발을 시작하여 2014년 5월에 김책공업종합대학 교육자 아파트 등, 2015년에 대동강 아파트, 미래과학자거리 은하 타워 등, 2016년에는 미래과학자거리 트윈 타워, 미래과학자거리 초록 타워, 미래과학자거리 파랑 타워 등이 완공되었다.

## 건물 목록
- 미래과학자거리 은하 타워
- 미래과학자거리 트윈 타워
- 미래과학자거리 초록 타워
- 미래과학자거리 파랑 타워
- 김책공업종합대학 교육자 아파트
- 대동강 아파트

## 방송
- 걸어서 세계속으로 572회 - 평양속으로 (2018년 9월 15일)

## 갤러리

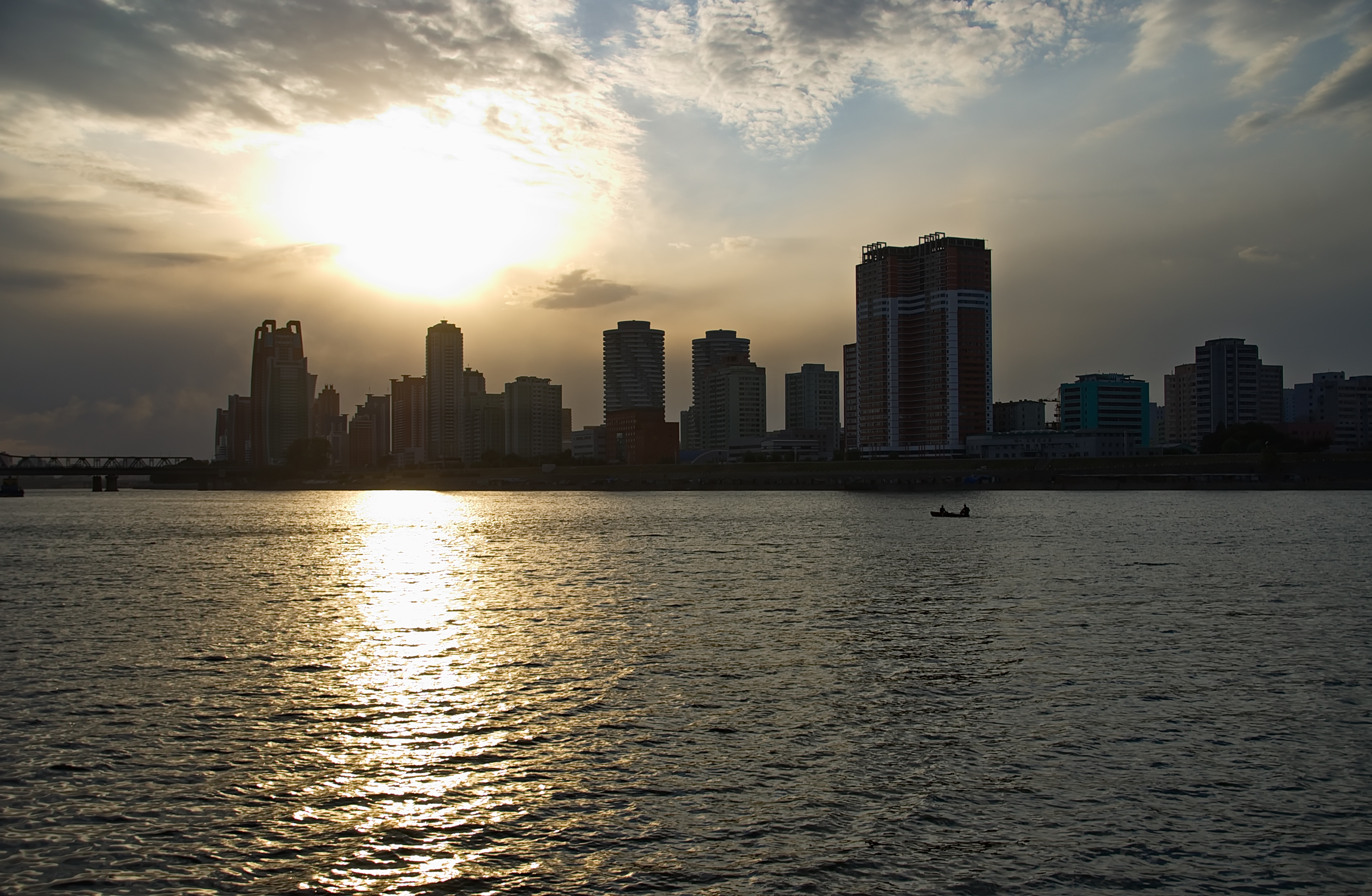
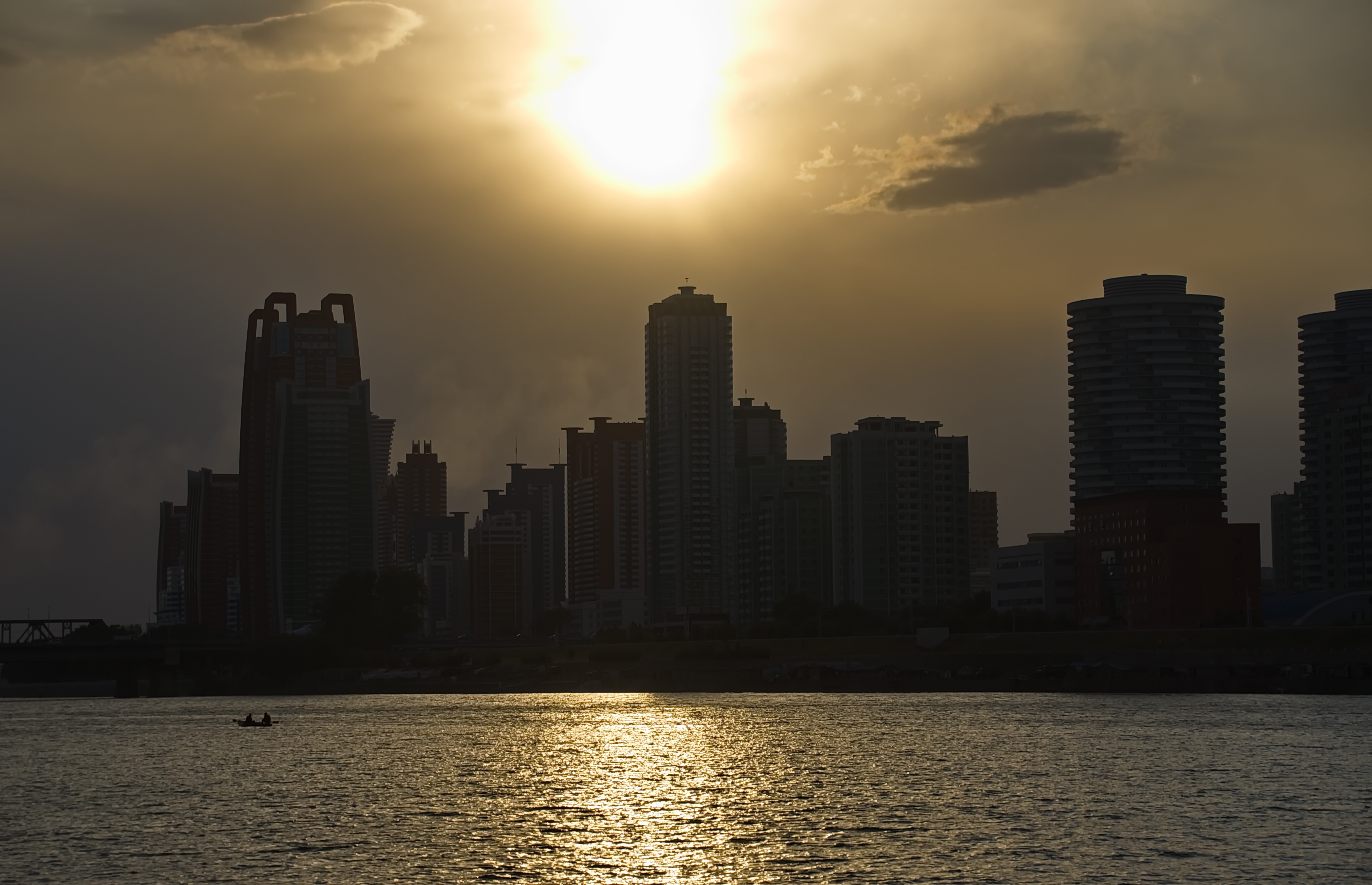
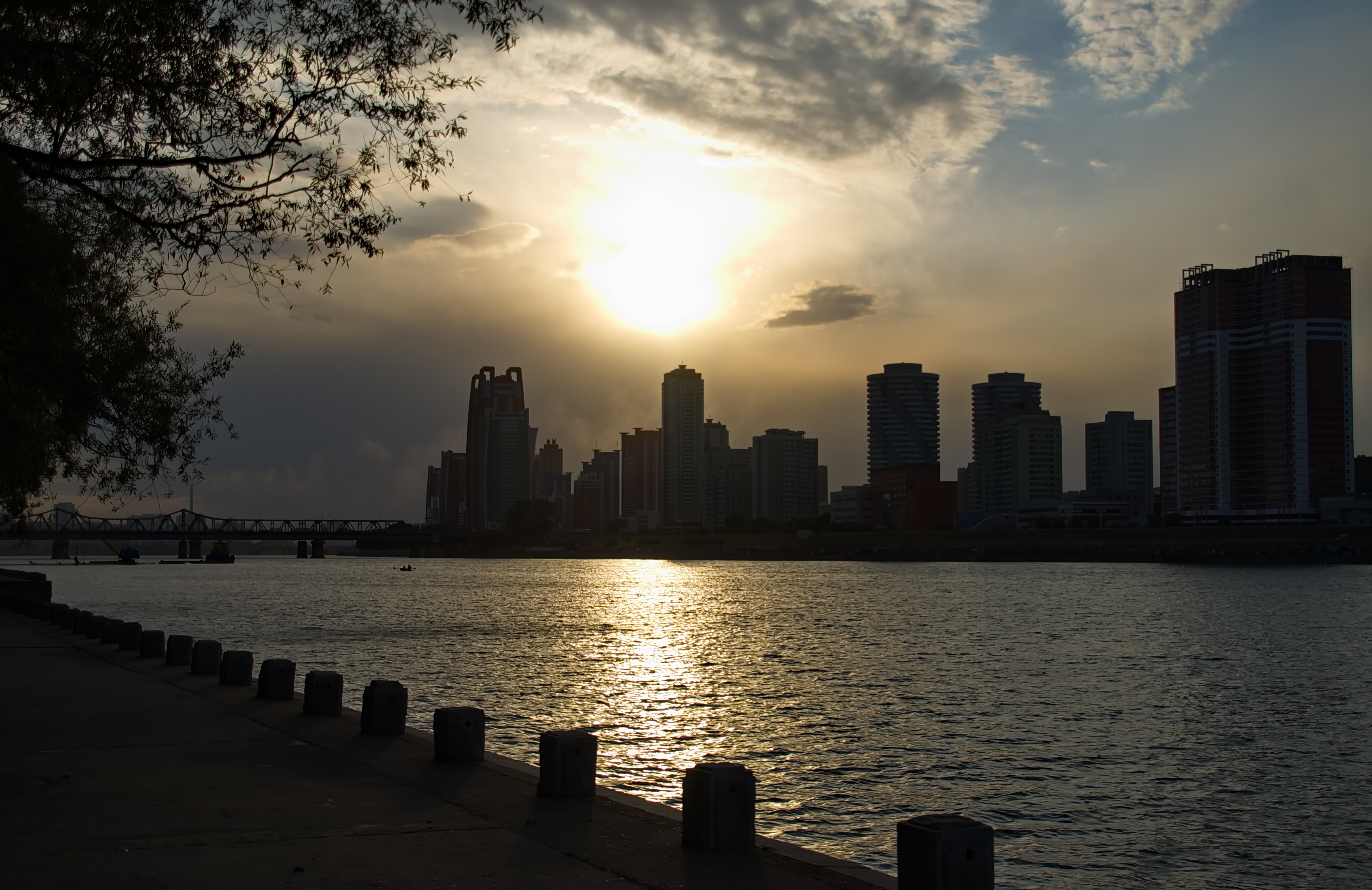
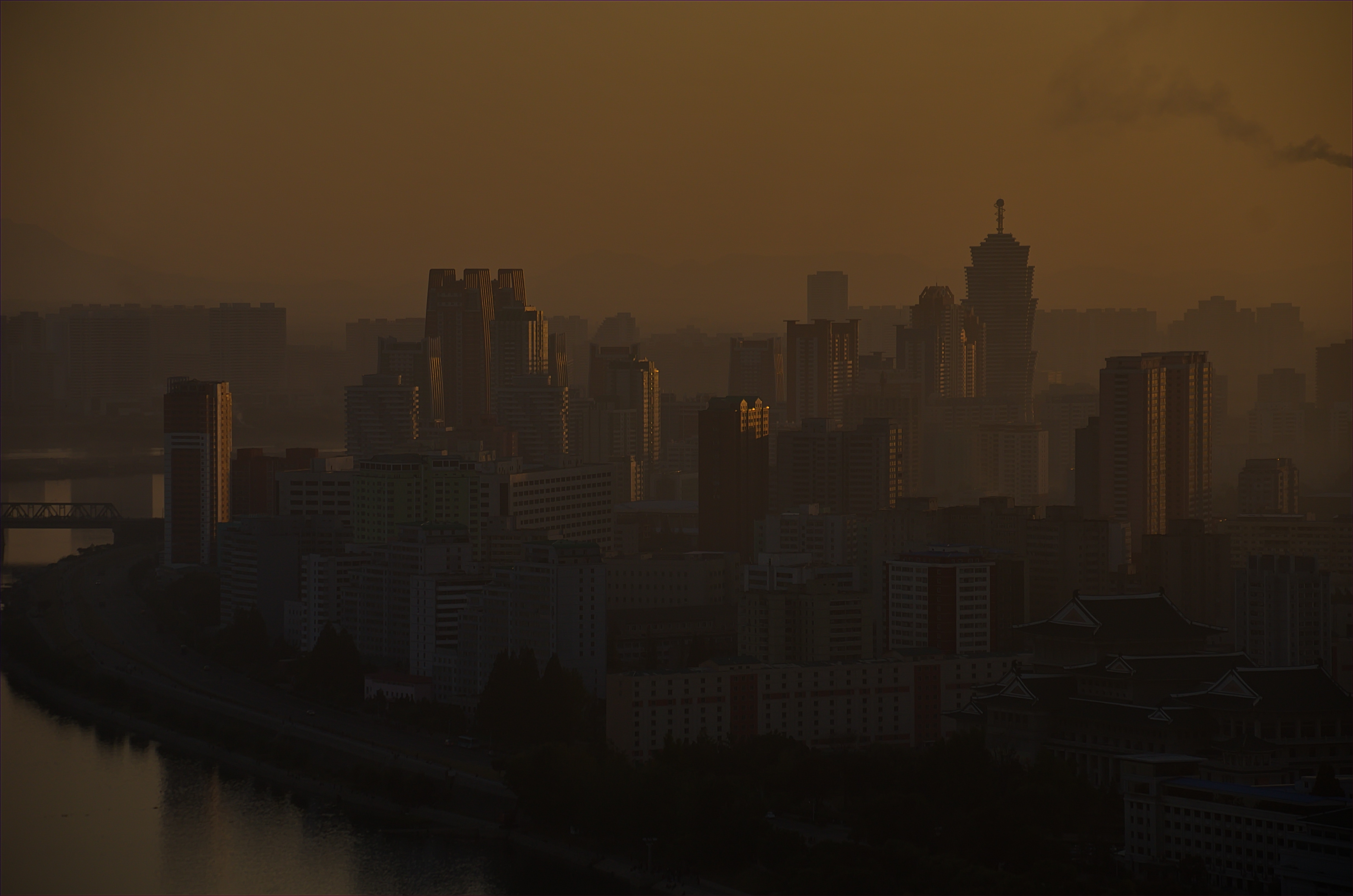
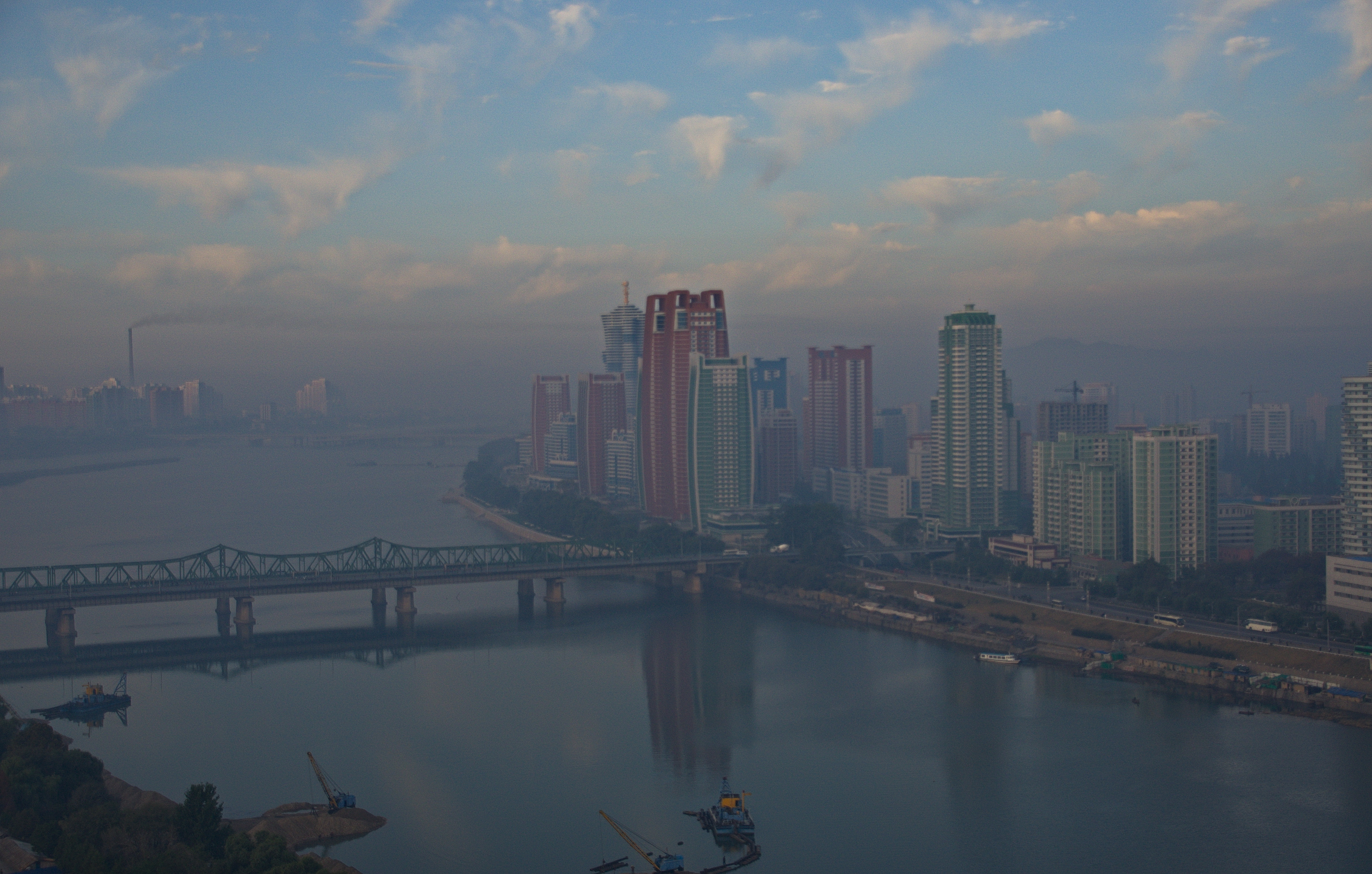
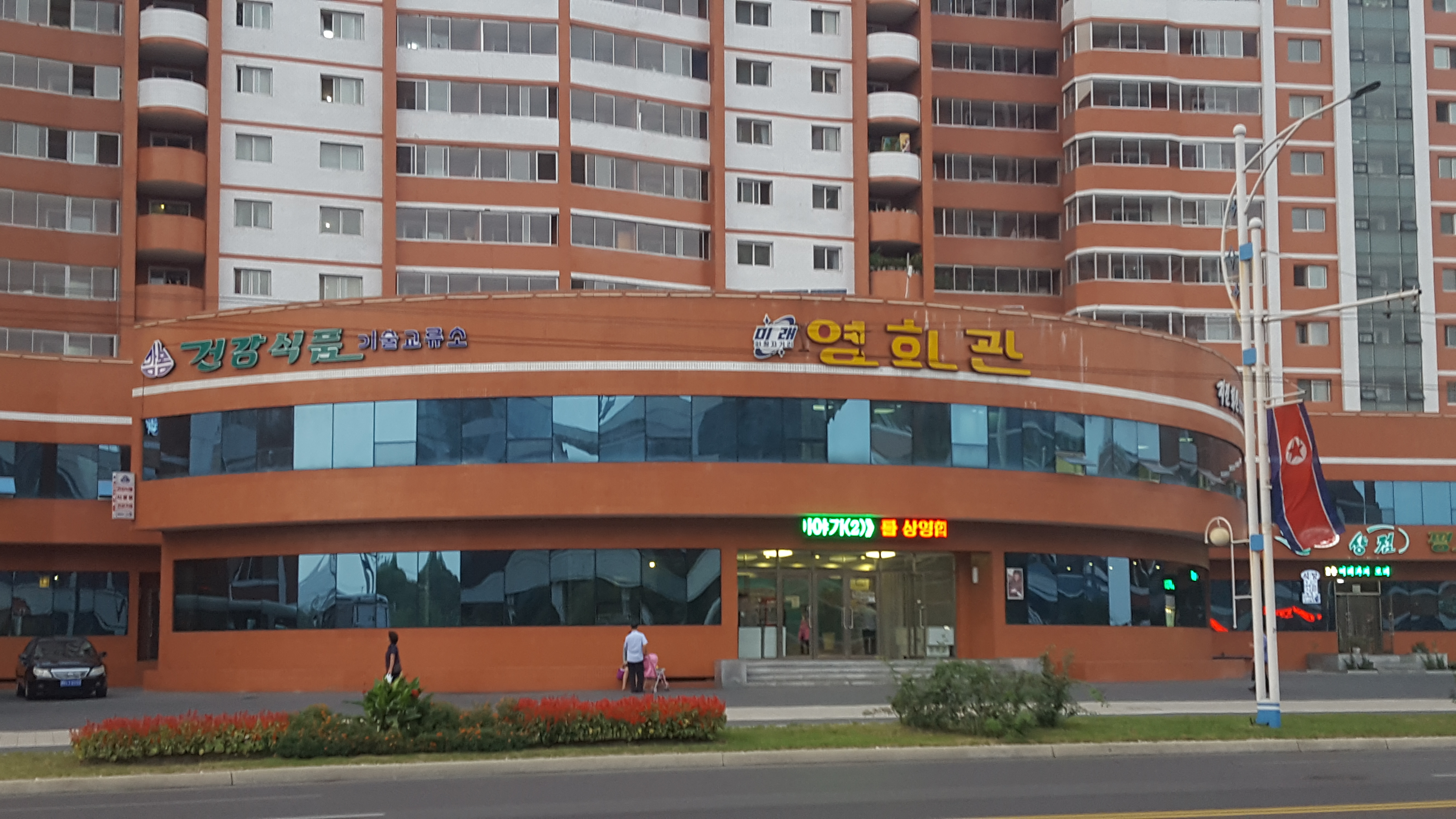

## 같이 보기
- 려명거리